# Thijs Dekker
Thijs Dekker (Deventer, 31 januari 1997) is een Nederlands voetballer die als middenvelder voor onder meer Go Ahead Eagles,  WHC Wezep en SC Genemuiden heeft gespeeld.

## Carrière
Thijs Dekker speelde in de jeugd van SV Colmschate '33, SV Schalkhaar en Go Ahead Eagles. Dekker debuteerde op 19 januari 2018 in de hoofdmacht van Go Ahead Eagles. Dat was in de met 3-1 gewonnen thuiswedstrijd tegen MVV waar Dekker in de basis startte en de hele wedstrijd speelde.
Na afloop van het seizoen 2017/18 besloot Go Ahead Eagles de optie voor nog een seizoen in de verbintenis te lichten, zodat Dekker tot de zomer van 2019 onder contract staat bij Go Ahead Eagles, met de optie voor nog een jaar.

### Statistieken
| Seizoen                      | Club            | Land           | Competitie     | Competitie | Competitie | Beker | Beker | Totaal | Totaal |
| Seizoen                      | Club            | Land           | Competitie     | Wed.       | Dlp.       | Wed.  | Dlp.  | Wed.   | Dlp.   |
| ---------------------------- | --------------- | -------------- | -------------- | ---------- | ---------- | ----- | ----- | ------ | ------ |
| 2017/18                      | Go Ahead Eagles | Nederland      | Eerste Divisie | 9          | 1          | 0     | 0     | 9      | 1      |
| Carrièretotaal               | Carrièretotaal  | Carrièretotaal | Carrièretotaal | 9          | 1          | 0     | 0     | 9      | 1      |
| Bijgewerkt t/m 28 april 2018 |                 |                |                |            |            |       |       |        |        |